# Germanns (Gemeinde Röhrenbach)
Germanns (früher auch Germans) ist eine Ortschaft und eine Katastralgemeinde der Gemeinde Röhrenbach im Bezirk Horn in Niederösterreich.

## Geografie
Der Ort liegt am östlichen Rand des Truppenübungsplatzes Allentsteig westlich der Gemeinde Röhrenbach. Die Seehöhe in der Ortsmitte beträgt 501 Meter. Die Fläche der Katastralgemeinde umfasst 2,79 km². Die Einwohnerzahl beläuft sich auf 18 Einwohner (Stand: 1. Jänner 2024).

## Postleitzahl
In der Gemeinde Röhrenbach finden mehrere Postleitzahlen Verwendung. Germanns hat die Postleitzahl 3593.

## Geschichte
Laut Adressbuch von Österreich waren im Jahr 1938 in Germanns ein Gastwirt, ein Schweinehändler, ein Wagner und einige Landwirte ansässig. Bis zur Eingemeindung nach Röhrenbach war der Ort ein Teil der damaligen Gemeinde Felsenberg.

## Bevölkerungsentwicklung
| Jahr      | 1794 | 1846 | 1869 | 1951 | 1961 | 1971 | 1991 | 2001 |
| --------- | ---- | ---- | ---- | ---- | ---- | ---- | ---- | ---- |
| Einwohner | 99   | 97   | 121  | 34   | 31   | 26   | 18   | 16   |

## Geschichte
Der Ort wurde erstmals 1580 genannt. Er teilt seine Geschichte mit dem Hauptort Röhrenbach.

## Wirtschaft und Infrastruktur

### Verkehr
Der Ort ist nicht an den ÖPNV angeschlossen. Die nächstgelegenen Haltestellen des Linienbusunternehmens PostBus der Linie 1308 (Horn-Zwettl) liegen in Röhrenbach und Winkl. Die nächstgelegenen Bahnhöfe der ÖBB sind Irnfritz an der Franz-Josefs-Bahn sowie Rosenburg und Horn an der Kamptalbahn.